# Зацирагич, Низар
Низар Зацирагич (босн. Nizar Zaciragić; 19 июня 1968, Сараево, СФРЮ) — боснийский бобслеист, участник Олимпийских игр 1994 года.

## Биография
Выступал на Олимпиаде в Лиллехаммере в составе четвёрки вместе с Зораном Соколовичем, Изетом Харачичем и Игором Борасом.